# Liste der Biografien/Garm
Liste der Biografien |
Portal Biografien |
Personensuche
# |
A |
B |
C |
D |
E |
F |
G |
H |
I |
J |
K |
L |
M |
N |
O |
P |
Q |
R |
S |
T |
U |
V |
W |
X |
Y |
Z |
?
 
Ga |
Gb |
Gc |
Gd |
Ge |
Gf |
Gh |
Gi |
Gj |
Gk |
Gl |
Gm |
Gn |
Go |
Gp |
Gq |
Gr |
Gs |
Gu |
Gv |
Gw |
Gy |
Gz
 
Gaa |
Gab |
Gac |
Gad |
Gae |
Gaf |
Gag |
Gah |
Gai |
Gaj |
Gak |
Gal |
Gam |
Gan |
Gao |
Gap |
Gaq |
Gar |
Gas |
Gat |
Gau |
Gav |
Gaw |
Gax |
Gay |
Gaz
 
Gara |
Garb |
Garc |
Gard |
Gare |
Garf |
Garg |
Garh |
Gari |
Gark |
Garl |
Garm |
Garn |
Garo |
Garp |
Garr |
Gars |
Gart |
Garu |
Garv |
Garw |
Gary |
Garz
Die Liste der Biografien führt alle Personen auf, die in der deutschsprachigen Wikipedia einen Artikel haben. Dieses ist eine Teilliste mit 36 Einträgen von Personen, deren Namen mit den Buchstaben „Garm“ beginnt.

## Garm

### Garma
- Garma, Andrés de la (* 1988), mexikanischer Eishockeytorwart
- Garma, Ángel (1904–1993), spanisch-argentinischer Psychoanalytiker, Psychiater
- Garmaa, Dordschiin (1937–2016), mongolischer Schriftsteller
- Garmaker, Dick (1932–2020), US-amerikanischer Basketballspieler
- Garman, Jack (1944–2016), US-amerikanischer Informatiker und langjähriger Mitarbeiter der NASA
- Garman, Ralph (* 1964), US-amerikanischer SchauspielerRalph Garman (* 1964)

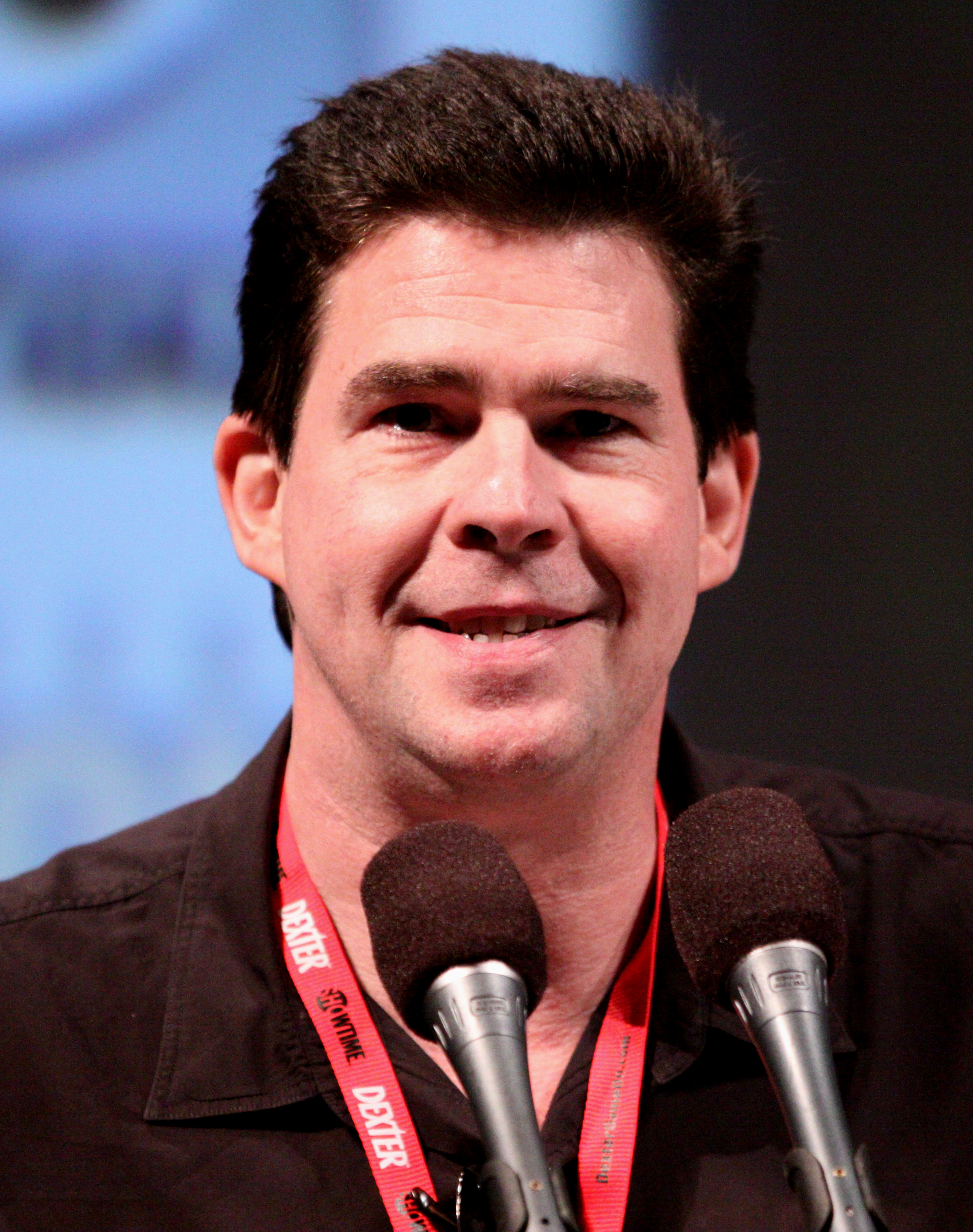
Ralph Garman (* 1964)

- Garman, Samuel (1843–1927), US-amerikanischer Ichthyologe und Herpetologe
- Garmann, Christian Friedrich (1640–1708), deutscher Mediziner, Physicus in Chemnitz
- Garmann, Christopher (1720–1779), norwegischer Vogt und Justizrat
- Garmann, Immanuel Heinrich (1679–1730), deutscher Mediziner, Leibarzt des Königs von Dänemark
- Garmann, Israel Traugott (1684–1746), evangelischer Theologe
- Garmann, Johan (1610–1673), dänisch-norwegischer Kaufmann und Politiker
- Garmasch, Katja, Journalistin, Comedian und Autorin
- Garmasch, Sergei Leonidowitsch (* 1958), russischer Schauspieler und Synchronsprecher
- Garmatz, Edward (1903–1986), US-amerikanischer Politiker

### Garme
- Garmelia, Abraam (* 1948), georgischer Geistlicher, Erzbischof
- Garmendia, Aitor (* 1968), spanischer Radrennfahrer
- Garmendia, Cristina (* 1962), spanische Biologin, Managerin und Politikerin
- Garmendia, Germán (* 1990), chilenischer Webvideoproduzent
- Garmendia, Joseba (* 1985), spanischer Fußballspieler
- Garmendia, Salvador (1928–2001), venezolanischer Schriftsteller und Journalist
- Garmer, Michael (* 1964), deutscher Politiker (CDU), MdA
- Garmers, Conrad († 1612), Lübecker Bürgermeister
- Garmes, Lee (1898–1978), US-amerikanischer Kameramann, Filmproduzent und Regisseur

### Garmi
- Garmire, Elsa M. (* 1939), US-amerikanische Physikerin und Hochschullehrerin

### Garmo
- Garmo, Tilly de (1888–1990), deutsch-US-amerikanische Opernsängerin im Stimmfach Sopran und Gesangslehrerin
- Garmond von Picquigny († 1128), Patriarch von Jerusalem
- Garmou, Georges (1921–1999), irakischer Geistlicher, Erzbischof der Erzeparchie Mosul
- Garmou, Ramzi (* 1945), irakischer Geistlicher und emeritierter chaldäisch-katholischer Erzbischof von Diyarbakır

### Garms
- Garms, Coenraad (1863–1944), niederländischer Maler, Radierer, Zeichner und Aquarellist
- Garms, Harry (1903–1987), deutscher Biologe und Didaktiker der Biologie
- Garms, Thomas (* 1958), deutscher Journalist

### Garmu
- Garmules († 578), König der Berber
- Garmulewicz, Marek (* 1968), polnischer Ringer
- Garmus, Bonnie (* 1957), US-amerikanische SchriftstellerinBonnie Garmus (* 1957)

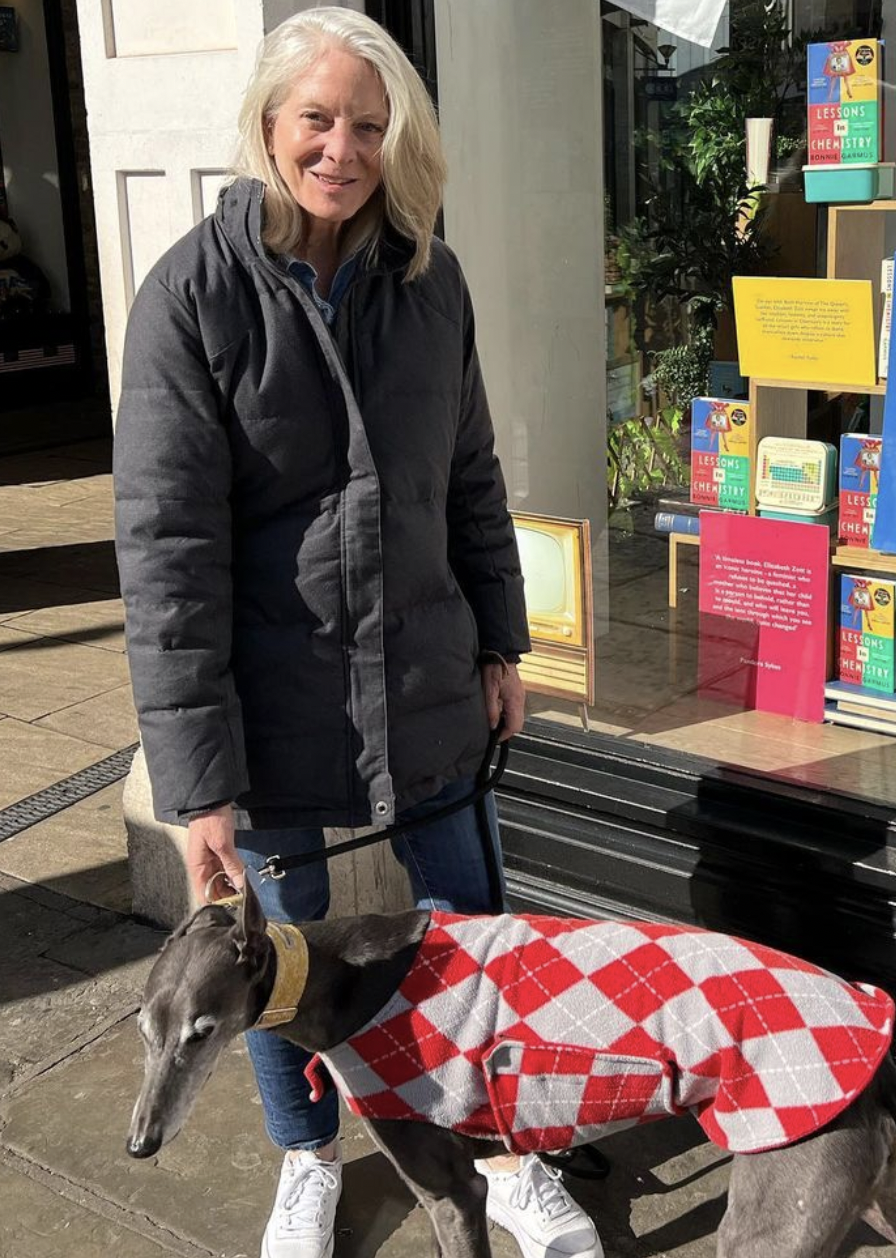
Bonnie Garmus (* 1957)

- Garmusch, Peter (* 1974), österreichischer Fußballspieler